# Volta a Catalunya
Volta a Catalunya je každoroční etapový cyklistický závod ve Španělsku, v regionu Katalánsko. První ročník se konal v roce 1911, a proto tento závod patří mezi nejstarší etapové závody na světě. V současné době je zařazen do nejvyšší elitní kategorie závodů UCI World Tour. Vedoucí jezdec celkového pořadí získává zeleno bílý trikot.

## Seznam vítězů
| - 1911 Sebastià Masdeu - 1912 Josép Magdalena - 1913 Juan Martí - 1914 až 1919 1.světová válka - 1920 José Pelletier - 1921 nejelo se - 1922 nejelo se - 1923 Maurice Ville - 1924 Miquel Mucio - 1925 Miquel Mucio - 1926 Víctor Fontan - 1927 Víctor Fontan - 1928 Mariano Cañardo - 1929 Mariano Cañardo - 1930 Mariano Cañardo - 1931 Salvador Cardona - 1932 Mariano Cañardo - 1933 Alfredo Bovet - 1934 Bernardo Rogora - 1935 Mariano Cañardo - 1936 Mariano Cañardo - 1937 občanská válka - 1938 občanská válka - 1939 Mariano Cañardo - 1940 Christophe Didier - 1941 Antonio Andrés Sancho - 1942 Fédérico Ezquerra - 1943 Julián Berrendero - 1944 Miguel Casas - 1945 Bernardo Ruiz - 1946 Julián Berrendero - 1947 Emilio Rodríguez - 1948 Emilio Rodríguez - 1949 Emile Rol - 1950 Antonio Gelabert - 1951 Primo Volpi - 1952 Miguel Poblet - 1953 Salvador Botella - 1954 Walter Serena - 1955 José Gómez del Moral - 1956 Aniceto Utset - 1957 Jesús Loroño - 1958 Richard Van Genechten - 1959 Salvador Botella - 1960 Miguel Poblet - 1961 Henri Duez - 1962 Antonio Karmany - 1963 Joseph Novales - 1964 Joseph Carrara - 1965 Antonio Gómez del Moral - 1966 Arie Den Hartog - 1967 Jacques Anquetil - 1968 Eddy Merckx - 1969 Mariano Díaz - 1970 Franco Bitossi | - 1971 Luis Ocaña - 1972 Felice Gimondi - 1973 Domingo Perurena - 1974 Bernard Thévenet - 1975 Fausto Bertoglio - 1976 Enrique Martínez - 1977 Freddy Maertens - 1978 Francesco Moser - 1979 Vicente Belda - 1980 Marino Lejarreta - 1981 Faustino Ruperez - 1982 Alberto Fernández - 1983 Josep Recio - 1984 Sean Kelly - 1985 Robert Millar - 1986 Sean Kelly - 1987 Álvaro Pino - 1988 Miguel Indurain - 1989 Marino Lejarreta - 1990 Laudelino Cubino - 1991 Miguel Indurain - 1992 Miguel Indurain - 1993 Álvaro Mejía - 1994 Claudio Chiappucci - 1995 Laurent Jalabert - 1996 Alex Zülle - 1997 Fernando Escartín - 1998 Hernan Buenahora - 1999 Manuel Beltrán - 2000 José Maria Jimenez - 2001 Joseba Beloki - 2002 Roberto Heras - 2003 José Antonio Pecharromán - 2004 Miguel Ángel Martín Perdiguero - 2005 Yaroslav Popovych - 2006 David Cañada - 2007 Vladimir Karpets - 2008 Gustavo César - 2009 Alejandro Valverde - 2010 Joaquim Rodríguez - 2011 Michele Scarponi - 2012 Michael Albasini - 2013 Dan Martin - 2014 Joaquim Rodríguez - 2015 Richie Porte - 2016 Nairo Quintana - 2017 Alejandro Valverde - 2018 Alejandro Valverde - 2019 Miguel Ángel López - 2020 – zrušeno (pandemie covidu-19) - 2021 Adam Yates - 2022 Sergio Higuita - 2023 Primož Roglič - 2024 Tadej Pogačar - 2025 Primož Roglič |